# HTL Hollabrunn

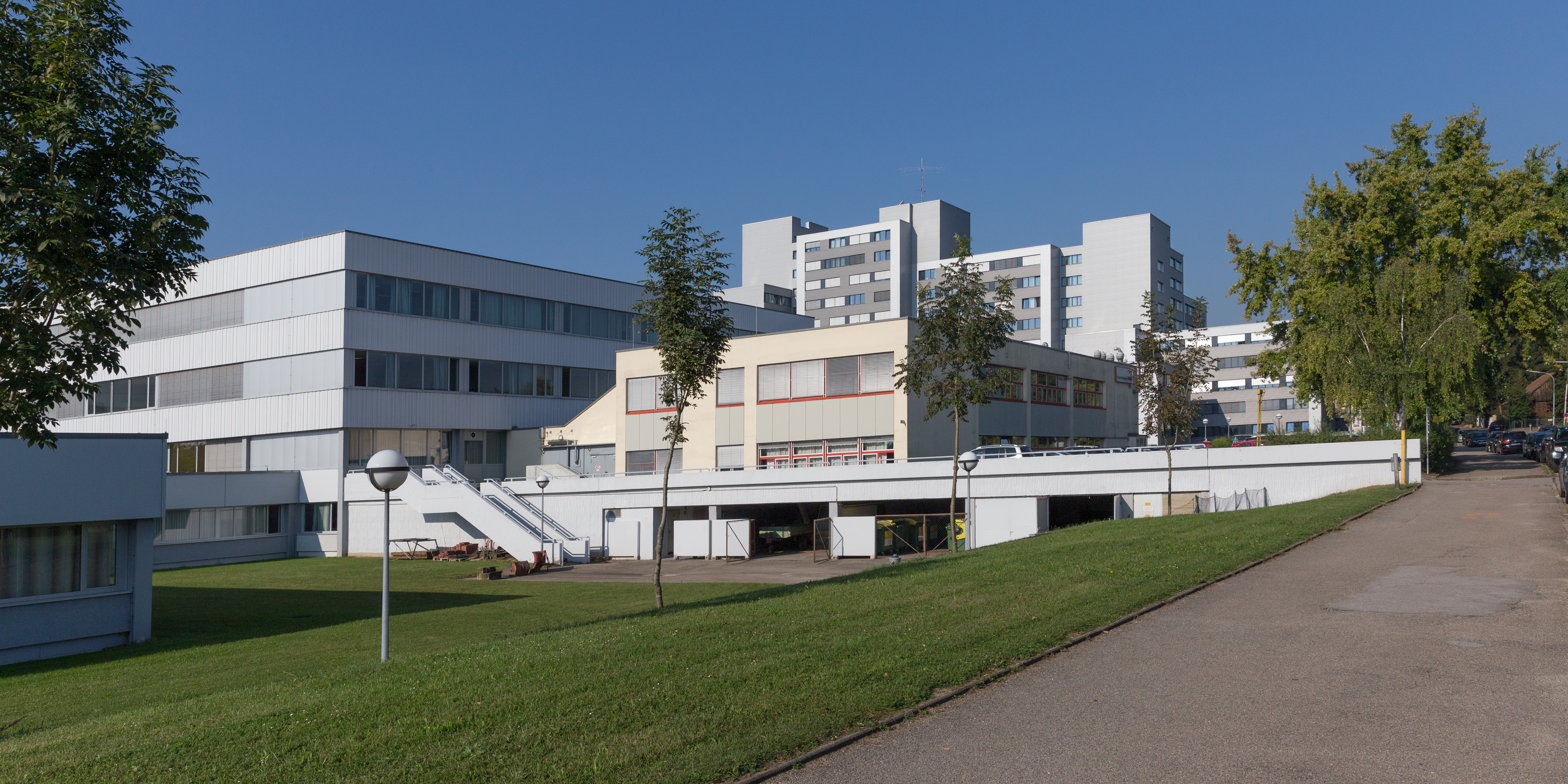
HTL-Hollabrunn

Die HTL Hollabrunn (eigentlich: HTBL Hollabrunn) ist eine Höhere technische Bundeslehranstalt mit Fachschule und angeschlossenem Internat. Sie wurde 1976 eröffnet und ist mit 1250 Schülern die größte Schule des Weinviertels.

## Geschichte
Um das Jahr 1971 beantragte die Stadtgemeinde Hollabrunn unter dem Bürgermeister Robert Löffler beim Bundesministerium für Unterricht und Kunst eine Höhere Technische Bundeslehranstalt errichten zu dürfen. Ebenso 1971 wurde der Standort Dechant Pfeiferstraße 1–3 entschieden und drei Fachrichtungen mit Elektrotechnik, Maschinenbau und Betriebstechnik festgelegt. 1972 wurde für den Neubau der Schule mit einem Internat die Planung beauftragt. Am 21. März 1975 erfolgte mit dem Bundesminister Fred Sinowatz der Spatenstich. 1976 kaufte die Stadtgemeinde das alte Postgebäude als provisorisches Schulgebäude an. Am 1. September 1976 wurde Eduard Müller (1935–2001) zum provisorischen Leiter der HTL Hollabrunn ernannt und der Unterricht mit der Höheren Lehranstalt für Elektrotechnik und der Fachschule für Elektrotechnik im Altgebäude der Post aufgenommen. Die Werkstätten und Übungsräume befanden sich im Erdgeschoß und den Kellerräumen (damaliger Werkstättenleiter: Gerhard Schmid). Die Klassenräume waren auf Schulen in der ganzen Stadt verteilt, und die Lehrer von anderen Schulen geborgt.

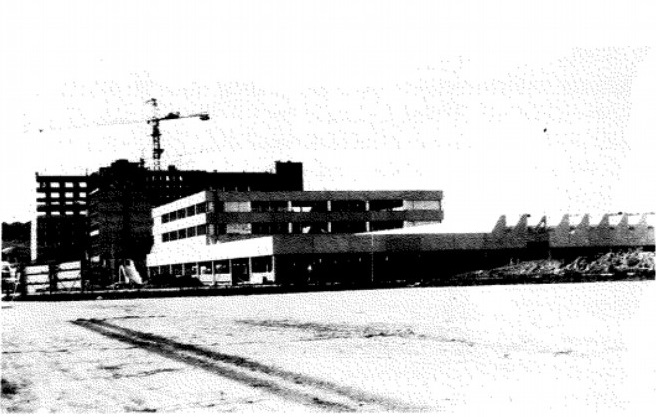
HTL Hollabrunn Baustelle

Das neue Schulgebäude entstand nach den Plänen der Architekten Helmut Leierer und Ernst Maurer, das Studentenheim nach den Plänen des Architekten Reinhard Pfoser. Im Herbst des Schuljahres 1978/79 wurde das neue Schulgebäude bezogen. In diesem Jahr gab es bereits 12 erste Klassen (= 9. Schulstufe), welche sich auf die drei Abteilungen Elektrotechnik, Maschinenbau und Betriebstechnik aufteilten. Die damaligen Abteilungsvorstände waren: Gilbert Hinterberger (Elektrotechnik), Friedrich Prochazka (Maschinenbau), Alfred Paul Wagner (Betriebstechnik). 1980 fanden die erste Abschlussprüfungen an der Fachschule für Elektrotechnik statt. 1981 fand die erste Matura für Elektrotechnik statt. In diesem Jahr wurde der Unterricht an der 4. Fachabteilung für Elektrotechnik – Steuerungs- und Regelungstechnik aufgenommen. 1982 fand die erste Matura für Maschinenbau statt. 1983 fand die erste Matura für Betriebstechnik statt. 1984 fand die erste Reifeprüfung für Elektrotechnik – Steuerungs- und Regelungstechnik (heutige Elektronik) statt. 1988 wurde der Unterricht an der Fachschule für Elektrotechnik – Steuerungs- und Regelungstechnik (heutige Elektronikfachschule) aufgenommen.

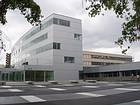
Zubau der HTL Hollabrunn

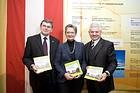
Ministerin Claudia Schmied beim Eröffnen des Zubaus der HTL (2007)

2005 wurde mit einem Erweiterungsbau nach den Plänen der ah3 architekten begonnen, welcher am 12. Dezember 2007 mit der damaligen Unterrichtsministerin Claudia Schmied eröffnet wurde. 1984 begannen die organisatorischen Vorbereitungen für die Private HTL für Lebensmitteltechnologie Hollabrunn, welche baulich und durch gemeinsame Lehrer mit der HTL Hollabrunn verbunden ist. Das dafür errichtete Gebäude wurde am 8. Juni 1988 mit Landeshauptmann Siegfried Ludwig eröffnet. 1990 fand die erste Matura dieser Schule statt. 1993 wurde eine Werkmeisterschule für Maschinenbau und 1994 eine Werkmeisterschule für Elektrotechnik begonnen, Träger beider Schulen ist die Arbeiterkammer Niederösterreich. 1994 wurde eine Privatschule für Metallbautechnik begonnen. 2000 wurde die Frank-Stronach-Fußball-Akademie in Zusammenarbeit mit dem FK Austria Memphis MAGNA begonnen. Diese Schulen und das Internat bilden das sogenannte Hollabrunner Technik Leistungszentrum.
Die Zusammenarbeit endete jedoch und der SV Horn übernahm diese Arbeit weitläufig.

## Organisation
Im Schuljahr 2014/15 besuchen 1250 Schüler die HTL Hollabrunn, davon nur gut 60 Schülerinnen. Ausgebildet werden sie von 124 Lehrern und 19 Lehrerinnen. In der Verwaltung und Haustechnik sind 23 Personen angestellt.
- 2009 – ISO-14001-Zertifizierung (als erste Schule Niederösterreichs).[5]
- 2014 – EMAS III-Zertifizierung (EU-Umweltbetriebsprüfung).[6]

## Leitung
- 1976–2000: Eduard Müller
- 2001–2010: Thomas Dietmaier[7]
- seit 2010: Wolfgang Bodei[8]

## Lehrangebot
Folgende Ausbildungsschwerpunkte werden angeboten:
- Elektronik: 5-jährig (Höhere Abteilung mit Reife- und Diplomprüfung) oder 4-jährig (Fachschule)
- Elektrotechnik: 5-jährig (Höhere Abteilung mit Reife- und Diplomprüfung) oder 4-jährig (Fachschule)
Schwerpunkte: Energiesysteme, Automatisierungstechnik, Antriebstechnik, Industrieelektronik, fachspezifische Informationstechnik (Spezialisierung 5. Klasse)
- Informationstechnologie: 5-jährig (Höhere Abteilung mit Reife- und Diplomprüfung)
- Maschinenbau: 5-jährig (Höhere Abteilung mit Reife- und Diplomprüfung) oder 4-jährig (Fachschule)
Schwerpunkt: Anlagentechnik
- Mechatronik: 5-jährig (Höhere Abteilung mit Reife- und Diplomprüfung)
- Wirtschaftsingenieure: 5-jährig (Höhere Abteilung mit Reife- und Diplomprüfung)
Schwerpunkte: Betriebsinformatik und Logistik
- Mechatronik: 4-semestriges Kolleg (für AHS/BHS-Absolventen, mit Diplomprüfung) oder 4-semestriger Aufbaulehrgang (für Absolventen einer Fachschule, mit Reife- und Diplomprüfung)

## Personen

### Schüler und Absolventen
- Dominik Akrap (* 2001), Fußballspieler, Elektrotechnik, in Ausbildung.
- Fabian Eggenfellner (* 2001), Fußballspieler, Elektrotechnik, in Ausbildung.
- Chaosflo44 (* 1998), Contentcreator, Wirtschaftsingenieure, Matura 2017
- Michael Sommer (* 1996), Politiker, Elektronik, Matura 2015.
- Ferdinand Weinwurm (* 1990), Fußballspieler und Lehrer, Elektronik, Matura 2009.
- Markus Suttner (* 1987), Fußballspieler, Matura 2006.
- Eva-Maria Himmelbauer (* 1986), Politikerin, Wirtschaftsingenieurwesen, Matura 2006.
- Paul Scharner (* 1980), Fußballspieler, Elektrotechnik, Fachschulabschluss 1999.
- Wolfgang Kössner (1964–1991), Polizeibeamter, Elektrotechnik, Fachschulabschluss 1983.

### Lehrer
- Markus Ekkehard Locker (* 1965), katholischer Theologe.